# クラユカバ
『クラユカバ』（KURAYUKABA）は、2024年4月12日公開の長編アニメーション作品。上映時間61分。
大都市の地下世界を舞台に私立探偵と装甲列車が冒険を繰り広げる。

## 概要
塚原重義による初のオリジナル長編アニメである。2017年11月23日のイベント「塚原重義、奮闘中」で特報（ティザーPV）を初公開。2度のクラウドファンディングで資金を調達し2021年に本編の冒頭15分を「序章」として先行公開。2023年6月に本編の完成に合わせ、第27回ファンタジア国際映画祭への正式出品が発表され、同映画祭にて長編アニメーション部門観客賞金賞を受賞した。
日本では2024年4月12日に塚原重義の長編アニメーション第2作『クラメルカガリ』と同時に劇場公開された。
塚原が過去に制作してきた自主制作アニメ「甲鉄傳紀シリーズ」と同様の世界観の作品で、過去作品と共通するガジェットや用語などが数多く登場する。

## あらすじ
探偵である荘太郎は、先代の遺産を切り売りしながら自堕落な日々をすごしていた。ある日、馴染みの記者である稲荷坂の依頼で謎の集団失踪事件の調査を請け負うが、その直後に子飼いの情報屋サキが地下ギャング集団「福面党」に誘拐されてしまう。事件の手掛かりを求め、街の地下に広がる領域「クラガリ」へと降りた荘太郎は、そこでギャング集団を蹴散らす装甲列車「ソコレ四六三」と、その指揮官タンネを目撃するのであった。

## 登場人物
荘太郎  声 - 神田伯山（6代目）
本作の主人公。扇町で親から継いだ「大辻探偵社」を構えているモノグサ青年。
先代の遺産を切り売りして自堕落な日々をすごしていたが、サキの失踪を機にクラガリへと足を踏み入れることになる。
特報時点とパイロットフィルム以降で衣装デザインが一新されている。
タンネ 声 - 黒沢ともよ
謎の装甲列車「ソコレ四六三」を指揮する列車長。小柄で銀髪、鬼灯色に輝く目が特徴。腕にキツネに似た小動物クダギツネを侍らせている。
トメオミ 声 - 西山野園美
タンネの身辺警護役として同行する調査部員。「その道」を出自と語る寡黙な人物。
指揮班長 声 - 佐藤せつじ
装甲列車ソコレ四六三の隊員を束ねるイキな好漢。本名を甲斐允という。
サキ 声  - 芹澤優
荘太郎の子飼いの情報屋の少女。荘太郎の依頼でクラガリの先行調査を行うが福面党に誘拐されてしまう。
稲荷坂 声 - 坂本頼光
荘太郎と旧知の間である記者。集団失踪事件の情報を荘太郎に持ち込む。

## 舞台・用語
クラガリ
主に大帝都の地下にある亜炭の採掘坑やその廃坑、暗渠や地下鉄の未成線などに巣くう人々やその社会の俗称。全貌を知る者は誰もいないため警察力も及ばず、ギャング団が跳躍跋扈する無法地帯となっている。
水ノチマタ
地下貯水槽に作られた地下の歓楽街。水上に組まれた足場の上にバラック建築が積みあがっている。屋台が無数に立ち並んでおり縁日のような空間が広がっている。
福面党
城北一帯のクラガリを支配する地下ギャング団。全員が同じ覆面で顔を隠しており、倒福をシンボルマークとしている。銃で武装する危険な集団で、集団失踪の黒幕とも噂されている。
ソコレ四六三
地下の鉄道路線上で活動する、全6両編成の謎の装甲列車。住民の間では「鬼の四六三」と恐れられている。モデルは南満洲鉄道で使用されていた社線用装甲列車。
ウノハナ（ウ87）號 (三年式装脚戦車)
ソコレ四六三の後方警戒車に搭載されている歩行戦車。逆関節の二脚で歩行し、旋回砲塔に擲弾砲を搭載している。
ツチブタ(二噸半装脚軌道車)
「福面党」が保有する装脚軌道車。四脚で歩行し、鉄輪を降ろすことで線路上を走ることも可能。
カマドウマ(軽装脚運搬車)
三脚の小型装脚車両。運搬作業用の車両で「福面党」も使用している。
車体の外観はターレットトラックに酷似している。

## スタッフ
- 原作・脚本・監督：塚原重義
- キャラクターデザイン：皆川一徳
- 特技監督：maxcaffy
- 操画監督：アカツキチョータ
- 美術設定：ぽち
- 美術監督：大貫賢太郎
- 音響監督：木村絵里子
- 音響効果：中野勝博
- 音響制作：東北新社
- 音楽：アカツキチョータ
- プロダクションプロデュース：EOTA
- アニメーション制作：チームOneOne
- 配給：東京テアトル、ツインエンジン
- 製作：クラガリ映畫協會

## 音楽

### 主題歌
「内緒の唄」
作詞・作曲：小春 / 歌：チャラン・ポ・ランタン

### 挿入歌
「浮名ざんげ」
作詞・作曲：佐々木俊一 / 歌：小唄勝太郎
「燦めく星座」
作詞：佐伯孝夫 / 作曲：佐々木俊一 / 歌：灰田勝彦

## 出展・受賞歴
2023年7月：第27回ファンタジア国際映画祭 長編アニメーション部門 観客賞・金賞
2023年10月：第7回ウィーン日本映画祭「JAPANNUAL」 正式出品
2023年11月：第39回イマジンファンタスティック映画祭 コンペディション部門 正式出品
2024年3月：第2回新潟国際アニメーション映画祭 コンペディション部門 正式出品